# Dżabal al-Akrad
Dżabal al-Akrad, Góry Allepo (arab. جبل الأكراد, tur. Kurt Dağı, kurd. چیای کورمنج, pers. کورمانج کوه) – pasmo górskie położone w Zachodniej Azji, na terenie Syrii i Turcji.
Jest to niewielka obszarowo góra, znajdująca się w północno-zachodniej części muhafazy Alleppo i rozciągająca się w stronę południowo-wschodniej Turcji, przez którą biegnie granica syryjsko-turecka. Góry położone są w strefie sejsmicznej, w pobliżu kilku wulkanów i posiadają cechy geomorfologicznej przeszłości wulkanicznej.